# 3734 Валанд
3734 Валанд (3734 Waland) — астероїд головного поясу, відкритий 17 жовтня 1960 року.
Тіссеранів параметр щодо Юпітера — 3,343.